# استان دهم

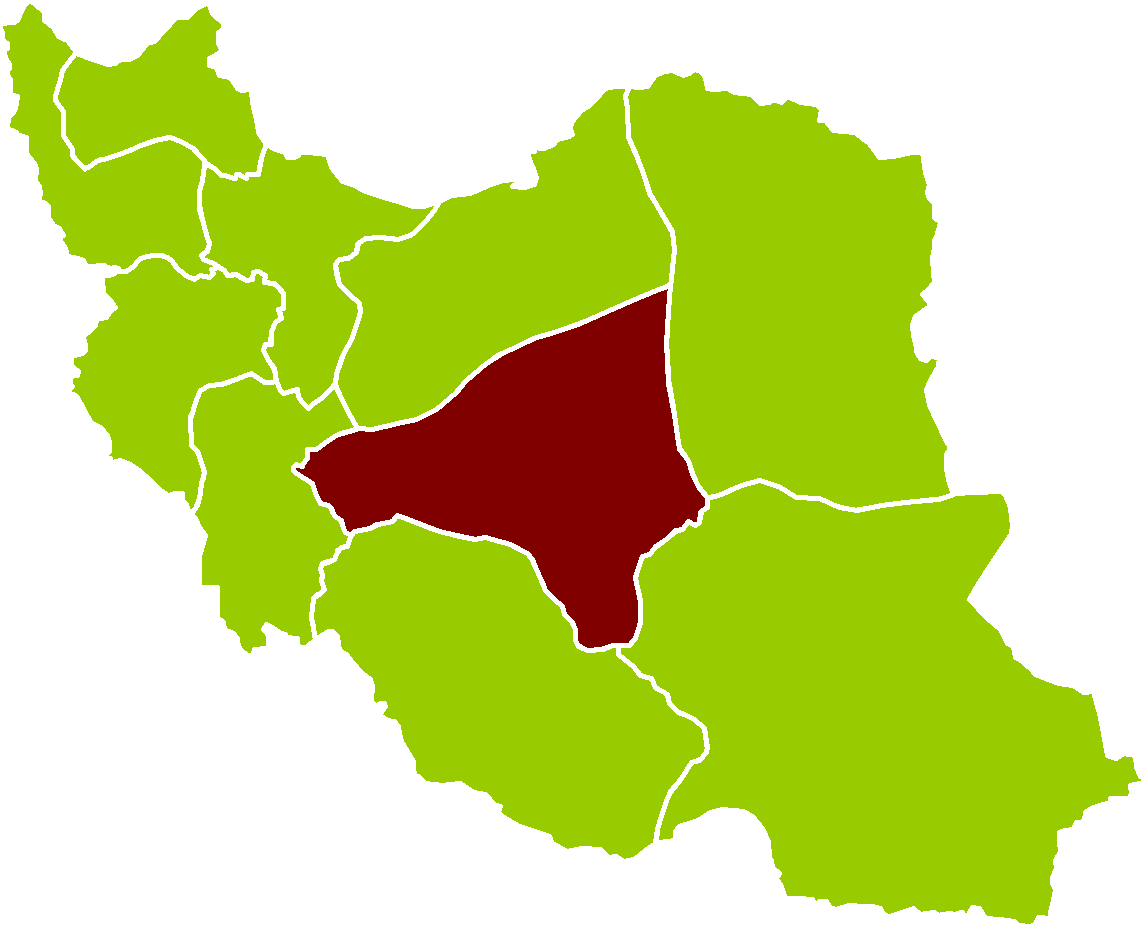
جایگاه استان دهم در نقشهٔ ایران.

استان دهم (معروف به استان یزد و اصفهان) یکی از ۱۰ استان کشور ایران بود که در ۱۹ دی ۱۳۱۶ خورشیدی، با اصلاح قانون تقسیمات کشوری به عنوان استان دهم تعیین گردید. این استان شامل ۲ شهرستان اصفهان و یزد بود.
استان دهم امروزه شامل استان اصفهان (به مرکزیت اصفهان) است و استان‌های استان چهارمحال و بختیاری  به مرکزیت (شهرکرد) و استان یزد  به مرکزیت (یزد) از این استان جدا شده‌اند و شهرستان‌های کاشان و گلپایگان به این استان ملحق شده است. در سال ۱۳۳۷ شهربابک از استان دهم جدا و به استان هشتم ملحق گردید.